# Konståret 1880

## Händelser

### Okänt datum
- Vincent van Gogh påbörjar sin karriär som professionell målare.
- Anton Mauve målar Changing Pasture: Hans palett och användning av färg influerar Vincent van Gogh.
- Michael Peter Ancher gifter sig med målerskan Anna Kirstine Brøndum.

## Priser
- Prix de Rome, målning: Henri Lucien Doucet.
- Prix de Rome, skulptur: Émile Peynot - L'Enfant prodigue.
- Prix de Rome, arkitektur: Jacques Hermant.

## Verk
- Nils Blommér - Ängsälvor
- Marie Bashkirtseff - Självporträtt
- Alexandre Cabanel - Faidra
- Arnold Böcklin - Dödens ö

## Födda
- 27 januari - Frank Heyman (död 1945), svensk skulptör.
- 8 februari - Franz Marc (död 1916), tysk målare.
- 28 februari - Martiros Sarjan (död 1972), armenisk målare.
- 2 mars - Tora Vega Holmström (död 1967), svensk konstnär.
- 15 mars), Anna Cassel (död 1937), svensk konstnär.
- 21 mars - Hans Hofmann (död 1966), amerikansk målare.
- 27 mars - Kaju von Koch (död 1952), svensk möbelarkitekt och konstnär.
- 7 april - Alexander Bogomazov (död 1930), ukrainsk målare, konstnär och konstteoretiker.
- 6 maj - Ernst Ludwig Kirchner (död 1938), tysk målare.
- 27 maj - Gerhard Henning (död 1967), svensk skulptör, tecknare och grafiker.
- 10 juni - André Derain (död 1954), fransk målare.
- 14 juni - Ndoc Martini (död 1916), albansk målare.
- 29 juni - Einar Ilmoni (död 1946), finlandssvensk konstnär och målare.
- 2 augusti - Arthur Dove (död 1946), amerikansk målare.
- 4 augusti - Ester Ellqvist (död 1918), svensk konstnär.
- 22 augusti - George Herriman (död 1944), amerikansk serietecknare (Krazy Kat).
- 12 september - Fritz Kärfve, svensk målare.
- 24 september - Riborg Böving, keramiker och formgivare.
- 6 oktober - Louis Moilliet (död 1962), schweizisk konstnär.
- 20 oktober – Georg Tappert (död 1957), tysk målare.
- 21 oktober - Viking Eggeling (död 1925), svensk konstnär och filmare.
- 28 oktober - Axel Törneman (död 1925), svensk målare.
- 19 november - Jacob Epstein (död 1959), brittisk skulptör.
- 10 december - Bror Chronander (död 1964), svensk skulptör och porträttecknare.

## Avlidna
- 4 januari – Anselm Feuerbach (född 1829), tysk konstnär.
- 19 februari – Constantino Brumidi (född 1805), amerikansk målare
- 29 mars – Constantin Hansen (född 1804), dansk målare.
- 3 maj – Carl Staaff (född 1816), svensk målare.
- 22 maj – August Fredrik Dörum (född 1841), svensk konstnär.
- 23 september – Johan Edvard Bergh (född 1828), svensk landskapsmålare.
- 9 december – Johan Christoffer Boklund (född 1817), svensk historiemålare.
- okänt datum - Henry O'Neill (född 1798), irländsk konstnär.